# Calzirtite
La calzirtite è un minerale.